# Buntești
Buntești é uma comuna romena localizada no distrito de Bihor, na região histórica da Crișana (parte da Transilvânia). A comuna possui uma área de 15.49 km² e sua população era de 4649 habitantes segundo o censo de 2007.